# 중앙동 (성남시)
중앙동(中央洞)은 대한민국 성남시 중원구의 법정동이다.

## 개요
중동이란 명칭은 시 승격 당시 성남의 가장 중심에 있다고 하여 붙여진 이름이나 지금은 유흥가 지역 이미지로 자리잡고 있어, 재개발로 새롭게 변화되는 현시점에 맞추어 주민의 의견을 수렴하여 동명칭을 변경함으로써 새로운 이미지를 부여코자 2011년 11월 7일 중앙동으로 변경하였다.

## 법정동
- 중앙동

## 교육

### 초등학교
- 성남제일초등학교

## 주요 기관
- 신흥소방파출소

## 공원
- 해오름공원
- 평화산책공원
- 체육공원
- 축복공원